# Agrotis subcorticea
Agrotis subcorticea är en fjärilsart som beskrevs av Otto Staudinger 1895. Agrotis subcorticea ingår i släktet Agrotis och familjen nattflyn. Inga underarter finns listade i Catalogue of Life.